# Vincenzo Cerulli
Vincenzo Cerulli (Teramo, 20 aprile 1859 – Merate, 31 maggio 1927) è stato un astronomo e matematico italiano.

## Biografia
Nato da Serafino Cerulli e da Elena Arena i quali provenivano da due benestanti famiglie teramane, compì i suoi studi presso il Liceo Ginnasio della città di Teramo, dove nel 1876 conseguì la maturità classica. Si iscrisse quindi all'Università di Roma e si laureò in fisica nel 1881. Dopo un tirocinio quadriennale in Germania presso gli osservatori di Bonn e di Berlino, tornò in Italia, frequentando come volontario l'Osservatorio del Collegio Romano, dove compilò con Elia Millosevich un catalogo di 1291 stelle.

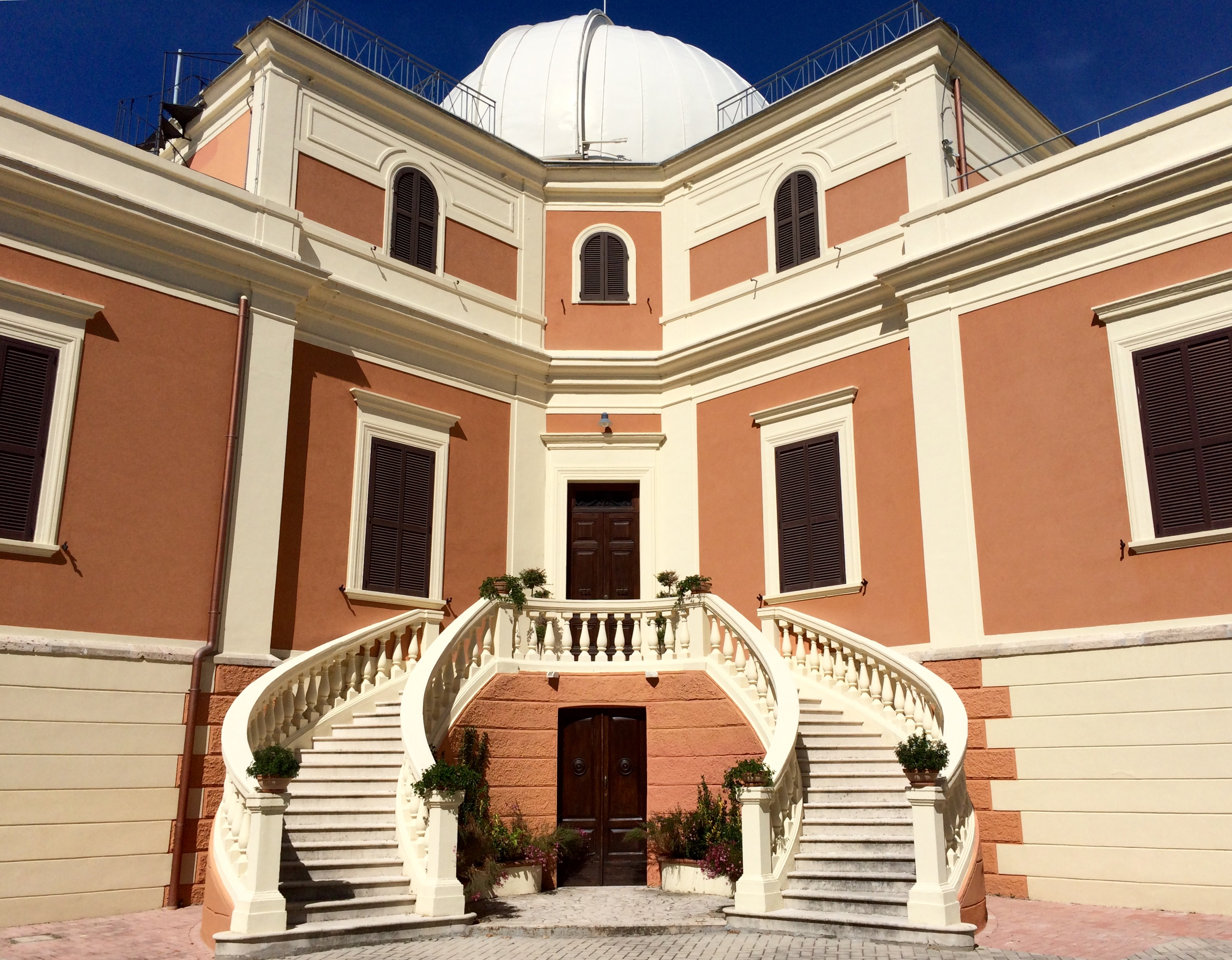
Osservatorio astronomico d'Abruzzo a Collurania (Teramo)

Nel 1890 fondò presso Teramo un osservatorio privato, da lui battezzato Osservatorio astronomico di Collurania e oggi divenuto Osservatorio astronomico d'Abruzzo, dotato di un rifrattore Cooke di 40 cm di apertura. Qui, fu autore di molte osservazioni del pianeta Marte, grazie alle quali fu tra i primi sostenitori della teoria (poi rivelatasi fondata) che i famosi canali di Marte, osservati da Giovanni Schiaparelli, non fossero reali ma delle semplici illusioni ottiche.
Legò il suo nome alla scoperta dell'asteroide 704 Interamnia, dal nome latino della città di Teramo, individuato il 2 ottobre 1910 dall'Osservatorio di Collurania, rivelatosi poi uno dei maggiori asteroidi (il quinto per diametro) della fascia principale. Partecipò inoltre alla campagna per la determinazione della parallasse solare attraverso osservazioni dell'asteroide 433 Eros.
Nella sua attività fu tra i primi a usare largamente la fotografia negli studi astronomici. Rivestì numerose cariche nazionali e internazionali; fu socio ordinario dell'Accademia dei Lincei dal 1920 e Presidente della Società Astronomica Italiana. Fu iniziato in Massoneria nell'ultimo quarto dell'800 nella Loggia Melchiorre Delfico di Teramo.

## Riconoscimenti
Alla morte, la città intitolò a Vincenzo Cerulli l'antico corso "al Trivio" lungo il quale sorge il palazzo della famiglia. Gli sono stati dedicati inoltre il cratere Cerulli di 130 km di diametro sulla superficie del pianeta Marte e due asteroidi: 366 Vincentina e  31028 Cerulli.

## Opere
La voce bibliografica redatta nel 1958 da Raffaele Aurini, a tutt'oggi ancora la più completa esistente, elenca 94 titoli editi; tra gli altri:
- Marte nel 1896-97, con tre tavole, Collurania, Teramo, 1898;
- Nuove osservazioni di Marte. Saggio di una interpretazione ottica delle sensazioni aeroscopiche, Roma, Unione tip. coop., 1900;
- Proposta di un catalogo stellare intieramente fondato sulla fotografia, in “Memorie della società degli Spettroscopisiti italiani”, Roma, vol. XXXVI, 1907;
- Numerosi saggi e studi si trovano pubblicati nelle seguenti riviste: “Memorie della Società astronomica italiana”, Roma, “Astronomische Nachrichten”, Berlin; “Atti della Reale Accademia dei Lincei”, Roma;  “Memorie della società degli Spettroscopisiti italiani”, Roma; “Rivista di astronomia e scienze affini”, Torino.